# Félicien Kempeneers
Félicien Kempeneers (Antwerpen, 1890. július 6. – Borgerhout, 1968. december 4.) olimpiai ezüstérmes belga tornász.
Ez első világháború után az 1920. évi nyári olimpiai játékokon indult, és mint tornász versenyzett. Csapat összetettben ezüstérmes lett, míg egyéni összetettben a 4. helyen végzett.